# Lluís Fornés i Pérez-Costa
Lluís Fornés (Pedreguer, 1945), és un filòleg, escriptor i crític musical valencià, conegut fonamentalment per la seua anterior faceta de cantautor com a Lluís el Sifoner, activitat en la qual va triomfar en la Transició.
Com a cantant va començar l'any 1973 amb el grup de folk Crit i Cant; en desaparéixer el grup, va continuar en solitari i el 1975 era el primer classificat en el III Festival de la Cançó de Xàtiva: a partir d'eixe moment, les seues actuacions es multiplicaren arreu del País Valencià fins a l'any 89. Però va fer un llarg parèntesi en la seua carrera musical arran del rebuig que va rebre per la seua col·laboració amb Amadeu Fabregat en la llista de paraules "prohibides" en RTVV, fet pel qual va ser xiulat de manera considerable al Teatre Principal de València i pràcticament no el van deixar cantar Això el va fer declarar «el Sifoner ha mort». Qüestiona el catalanisme polític al País Valencià com a "impositiu" i "distorsionador". Personatge polifacètic, també s'ha dedicat -entre altres coses- a la confecció de guions per a televisió i cinema, a la docència (tasca que desenvolupa en l'actualitat). El Pensament Panoccitanista és la seua tesi doctoral, 2004.
El 2007 va editar una biografia sobre l'il·lustrat pedreguer Vicent Morell i ha représ l'activitat com a cantant amb sengles concerts i exposicions retrospectives a Pedreguer i a Jesús Pobre (on, a més, va oficiar de pregoner de les festes i va ser vetat per un rector). Seguint amb el seu pensament laïcista, en novembre de 2009 va fer de padrí en un bateig civil. El 9 de febrer 2017 es va estrenar als locals valencians de la SGAE 'Lluís El Sifoner, un documental de tres pams i mig', òpera prima del músic i realitzador Ximo Guardiola. En octubre de 2017 Fornés rebé el premi Vila d'Honor de Pedreguer amb la Menció Honorífica d'Àmbit Local.

## Discografia
- Tinc un mànec de tres pams i mig (1976)
- La mare que els ha parit (1978)
- Lluís el Sifoner canta: a, e, è, i, o, ò, u (1979)
- Lluís el Sifoner (1980)
- Llavors d'esperança (1980)
- Som (1981)
- Calla, dimoni! (1982)
- Cançons al Riurau  (2014)

## Obra
- El barranc de les fonts. Editorial Lindes. Quaderns de poesia. (1977)
- La Valencia occitana
- Els Riuraus Valencians (2011)
- La llengua valenciana i el diasistema occitano-romà (2012)
- El riurau. Cants d'exili interior. Editorial Germania. (2014). Isbn: 978-84-16044-37-5
- El pensament panoccitanista (1904–2004) en les revistes Occitania, Oc, L'Amic de les Arts, Taula de Lletres Valencianes, Revista Occitana i Paraula d'Oc ; tesi doctoral de filologia, universitat de Valencia.